# Kremna
Koordinaten: 37° 30′ 0,5″ N, 30° 41′ 28″ O

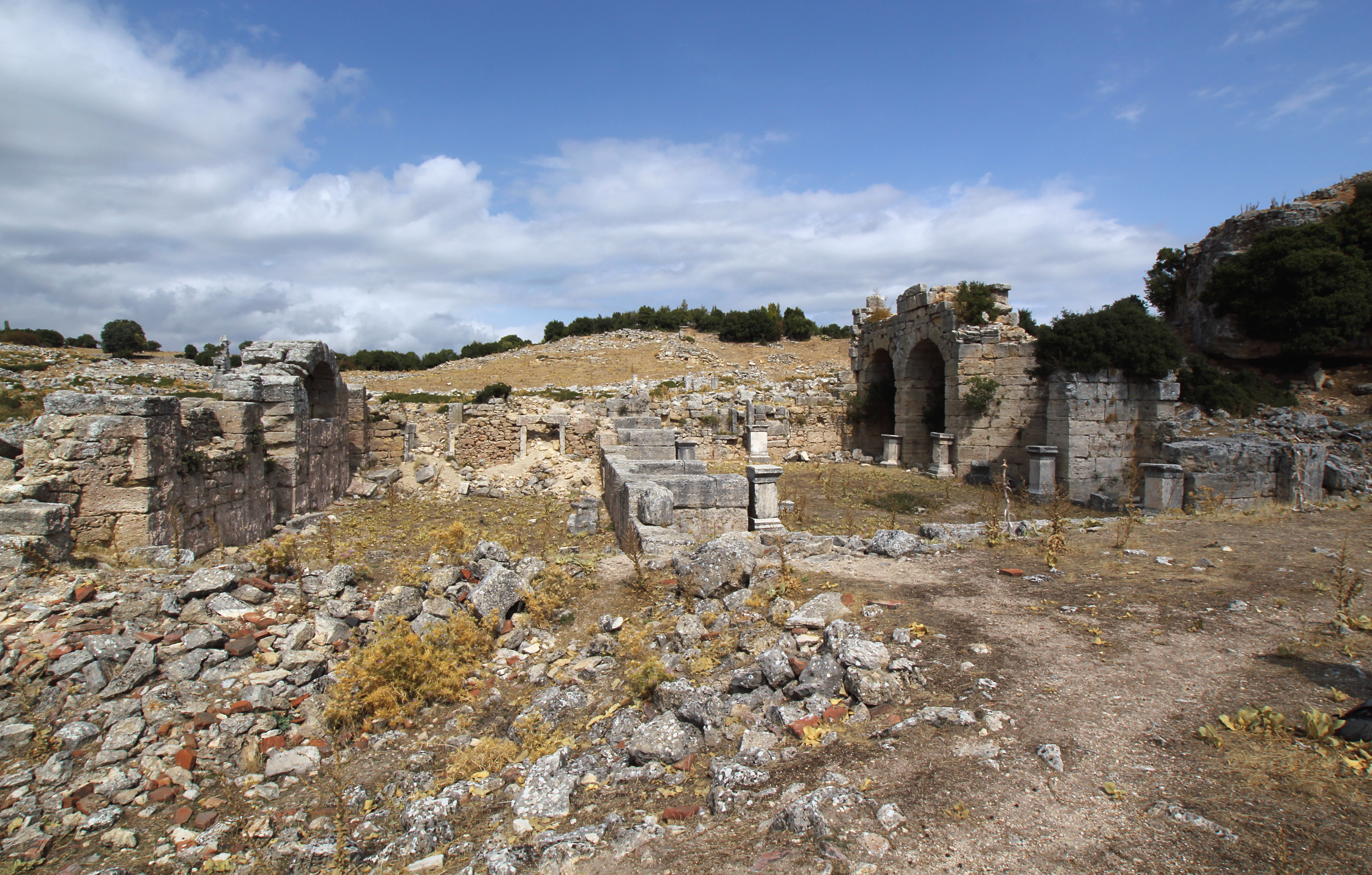
Bibliothek von Kremna

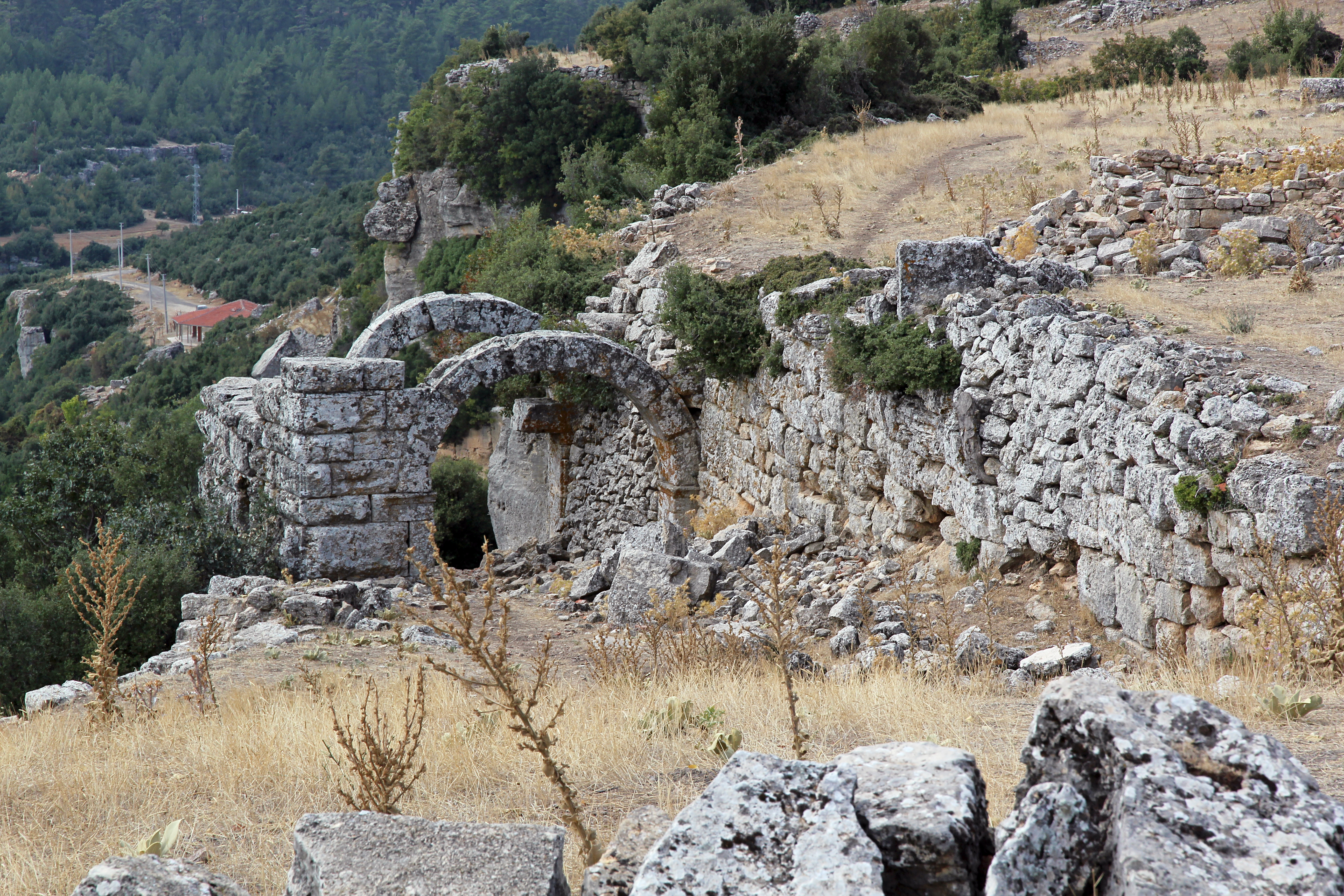
Südtor der Stadtbefestigung

Kremna (griechisch Κρῆμνα; lateinische Namensform Cremna) war eine antike griechische Stadt in Pisidien, einer zerklüfteten Berglandschaft im Südwesten Kleinasiens, zwei Kilometer südöstlich des heutigen Dorfes Girme (Çamlık, Provinz Burdur), 68 km nördlich von Antalya.
Der Name der Stadt bedeutet wörtlich übersetzt „Klippen“. Sie liegt auf einem über 1200 m hohen isolierten Felsrücken, der 250 m aus einem Hochplateau aufragt. Die Stadt selbst, auf einem kaum zu erstürmenden Felsplateau gelegen, wird in nur wenigen historischen Quellen erwähnt. Nur der römische Geograph Strabon gibt an, dass die Stadt einst vom Galaterkönig Amyntas erobert wurde. Nach seinem Tod übernahmen die Römer die Stadt. Kaiser Augustus versuchte die neue Provinz Galatien und ihre kriegerischen Bewohner zu befrieden, indem er in Kremna und zahlreichen anderen Orten Kolonien von altgedienten Veteranen aufbaute.
Im zweiten und dritten Jahrhundert n. Chr. blühte die Stadt auf. Viele öffentliche Gebäude wurden errichtet, wie etwa eine Basilika, zwei Theater und ein öffentliches Badehaus, das später in eine Bibliothek und Galerie umgewandelt wurde. Um diese Badeanstalt zu versorgen, musste ein Aquädukt errichtet werden, das durch erstaunliche mechanische Vorrichtungen ergänzt wurde.
Vom vorrömischen Kremna ist nichts erhalten, die Ruinen entstammen überwiegend der mittleren Kaiserzeit und der Spätantike. Die Funde aus Kremna sind im Archäologischen Museum Burdur ausgestellt.
Wie der Historiker Zosimos berichtet, überfielen Rebellen aus dem Taurusgebirge unter Führung eines gewissen Lydius 278 die Küstengebiete der Region. Als sie von römischen Truppen verjagt wurden, flohen sie nach Kremna, wo sie von den Römern belagert und besiegt wurden. Die Stadt erholte sich nicht mehr von den Folgen dieser Belagerung. Britische Forscher fanden zahlreiche Hinweise auf die Belagerung, unter anderem zwei Belagerungsmauern, zahlreiche Wurfgeschosse und einen Schanzhügel der Verteidiger sowie eine Kaiser Probus gewidmete Inschrift. Auf ein spätantikes Bistum der Stadt geht das Titularbistum Cremna der römisch-katholischen Kirche zurück.

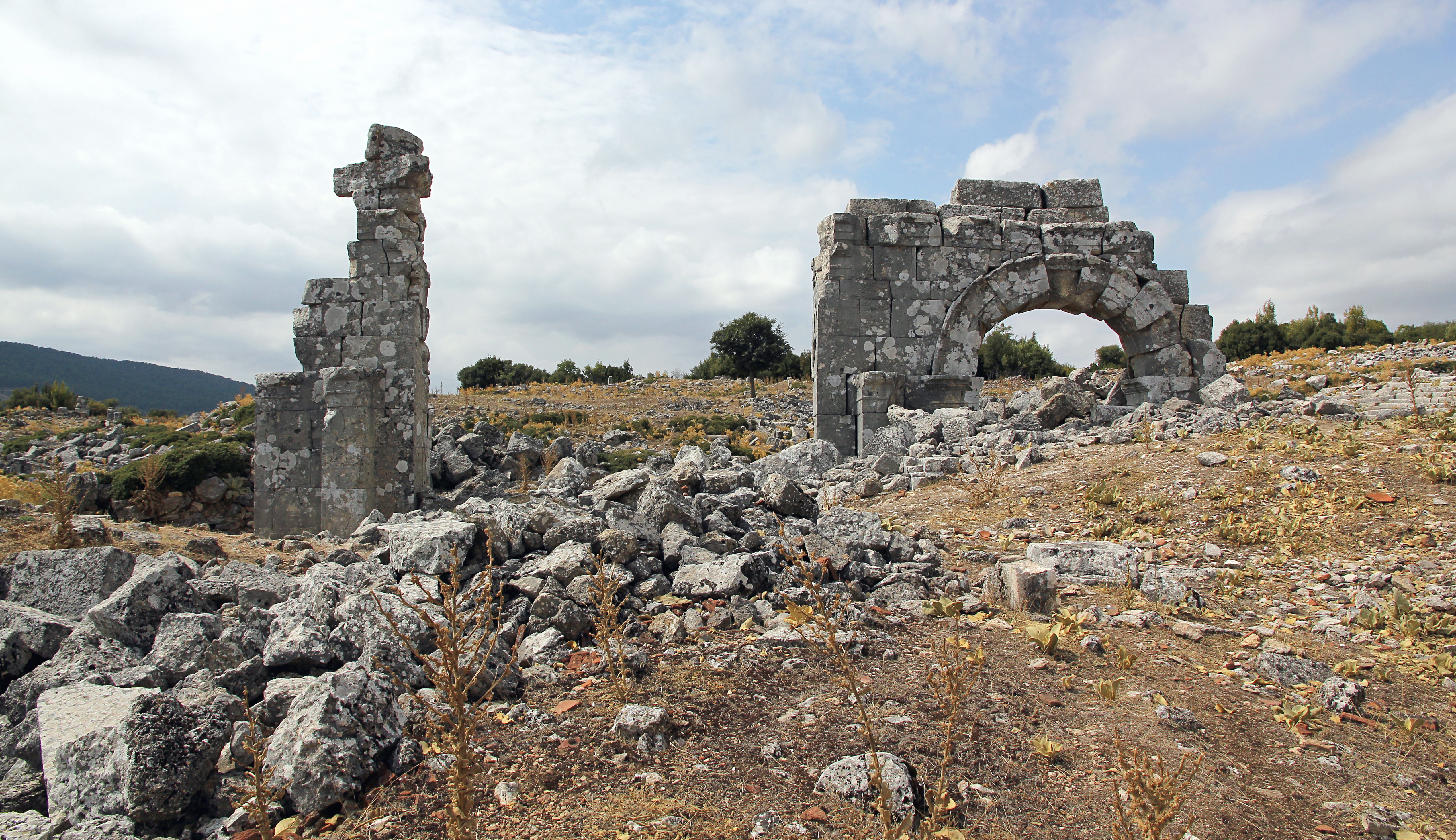
Reste der Basilika
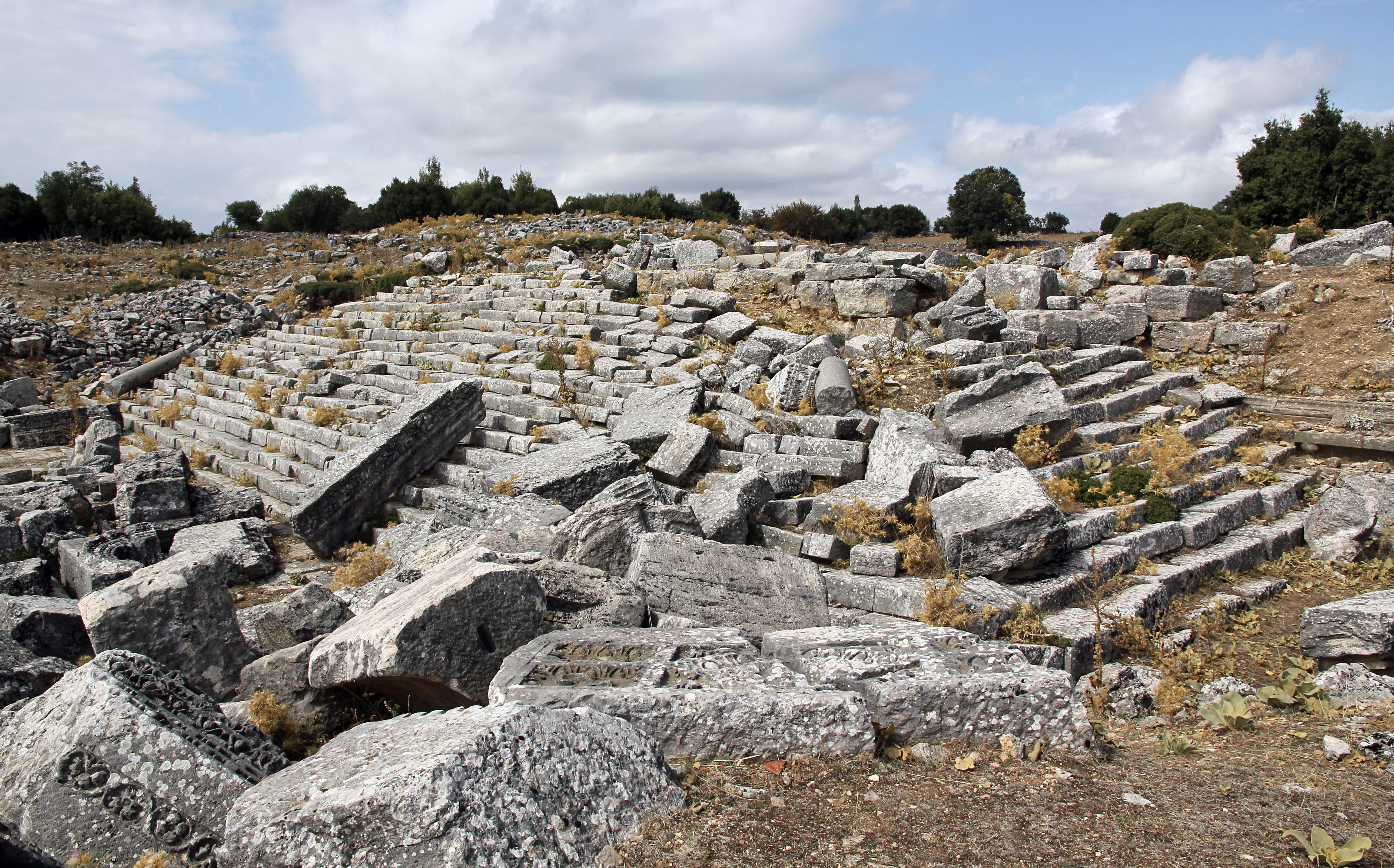
Propylon
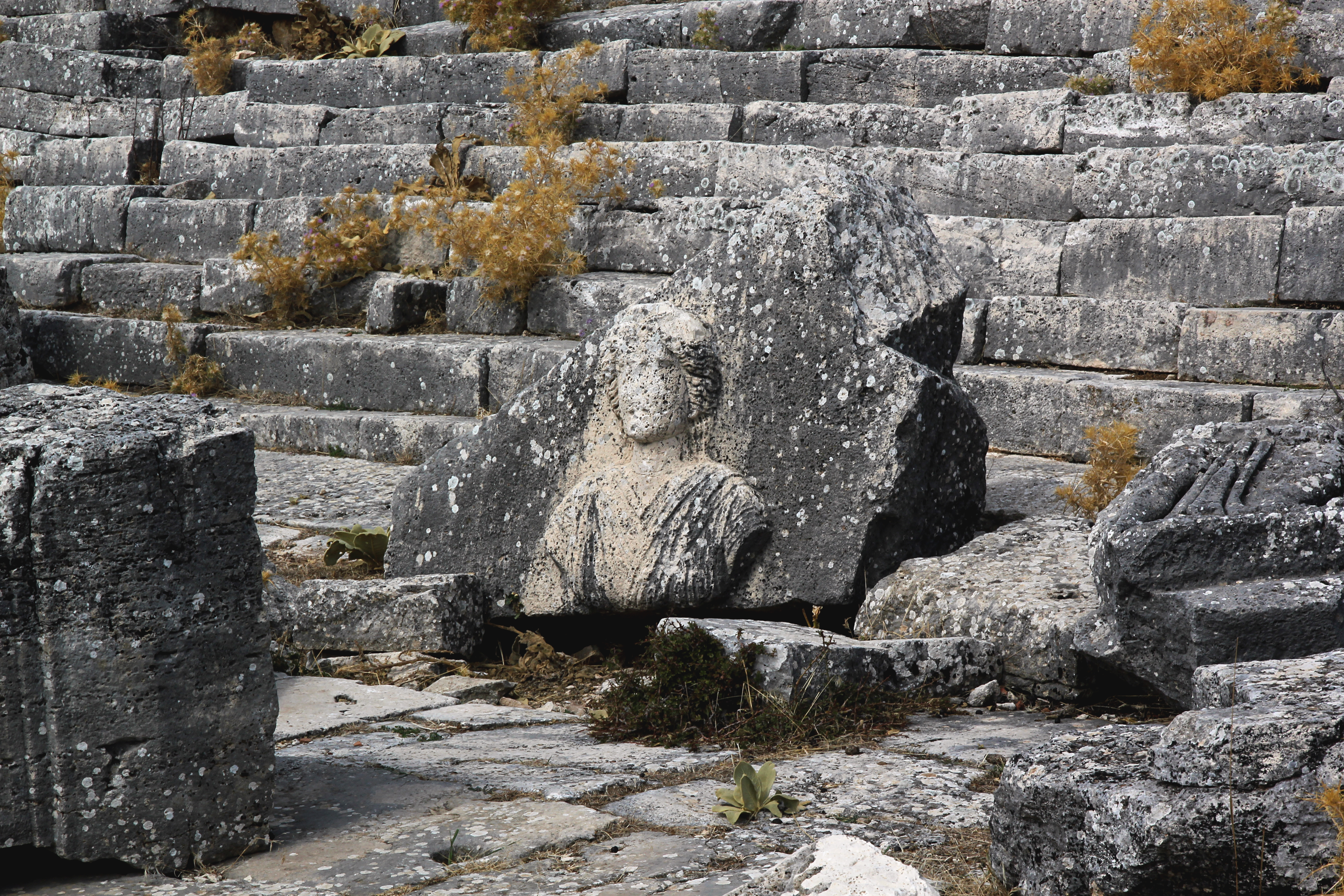
Reliefbüste am Propylon
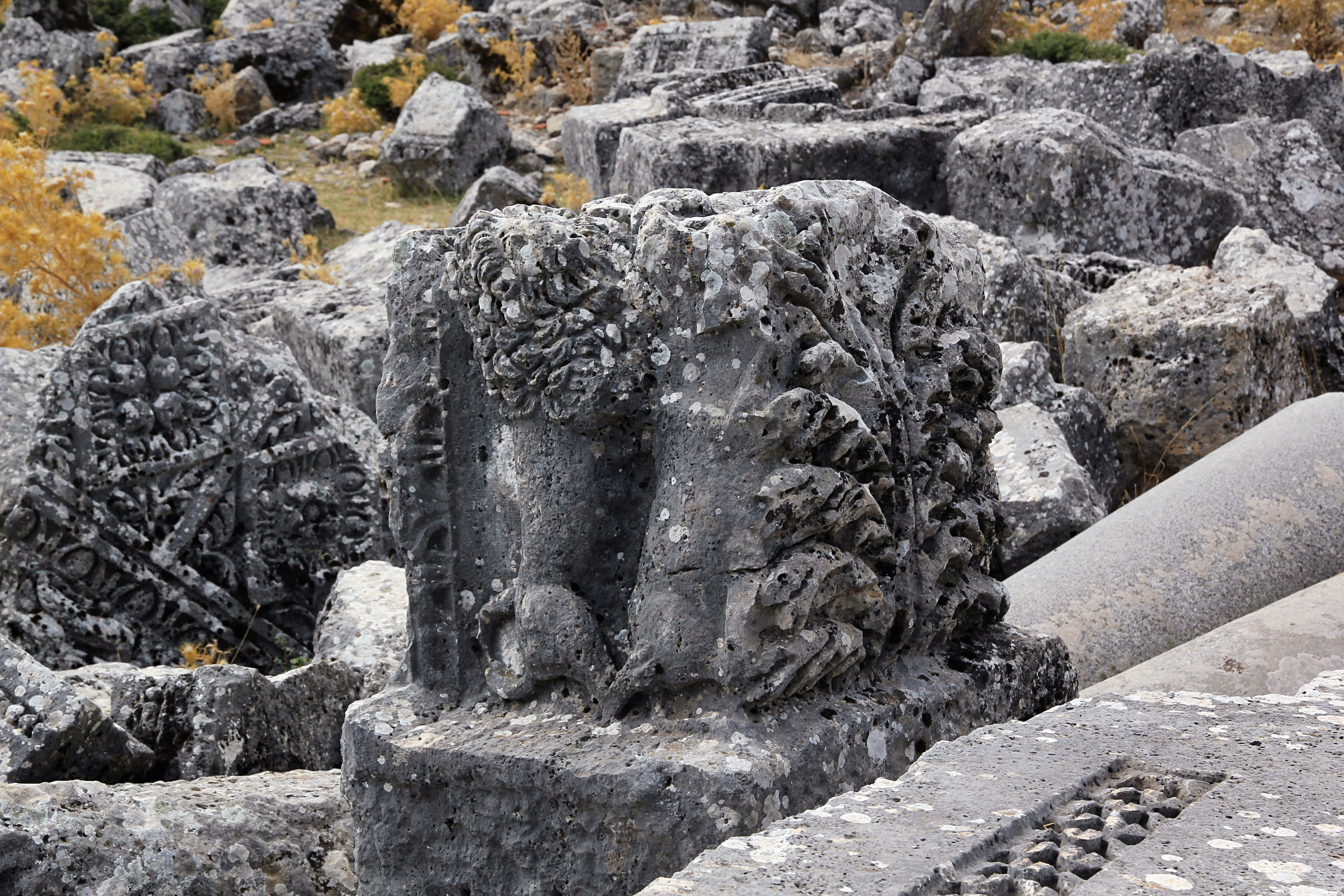
Dreiseitig mit Löwenreliefs verzierter Stein
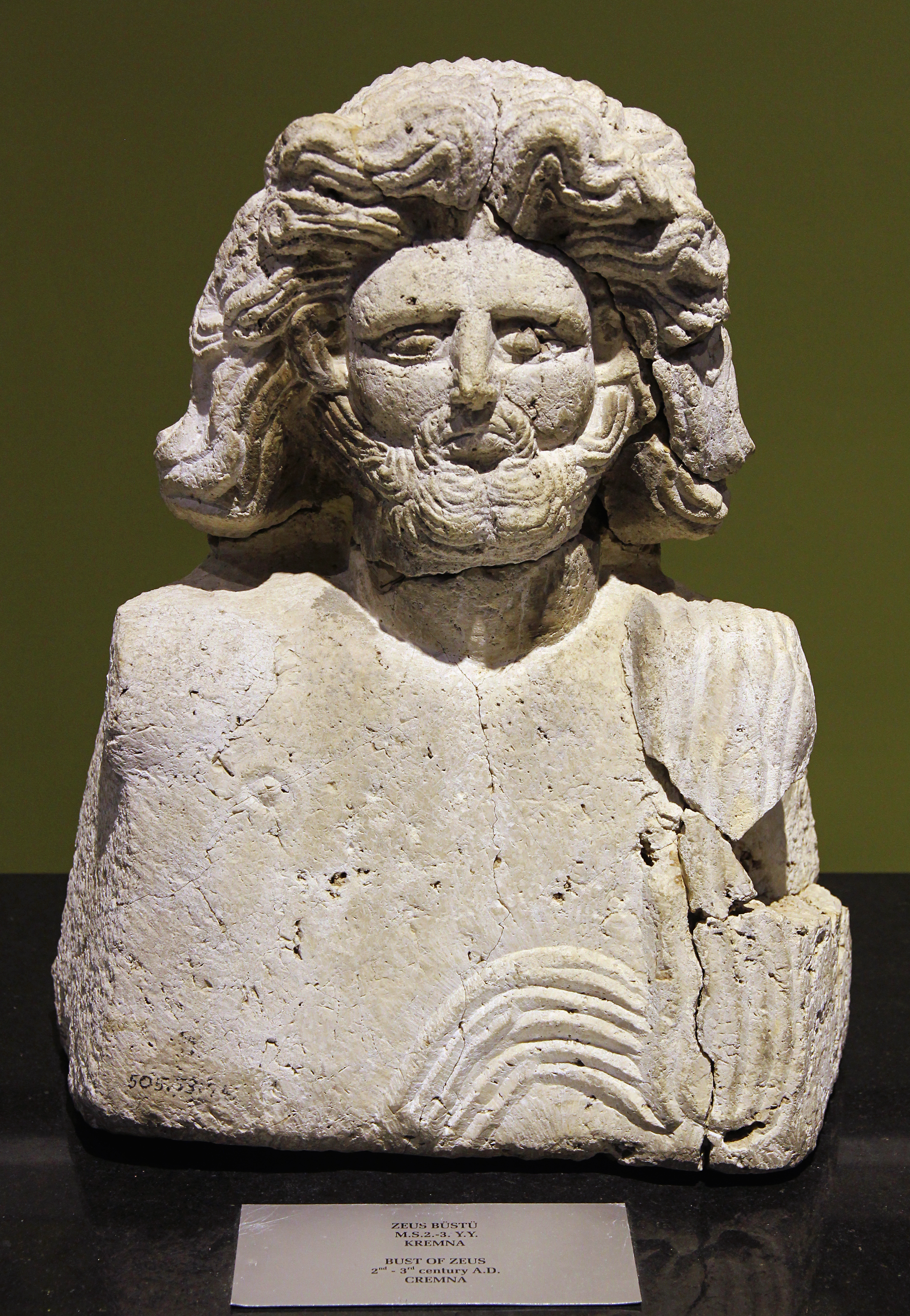
Zeusbüste im Museum Burdur